# Herrarnas höga hopp i simhopp vid olympiska sommarspelen 1992
Herrarnas höga hopp i de olympiska simhoppstävlingarna vid de olympiska sommarspelen 1992 hölls den 2-3 augusti i Piscina Municipal de Montjuïc. 

## Medaljörer
| Event              | Guld            | Silver          | Brons         |
| 10 meter höga hopp | Sun Shuwei Kina | Scott Donie USA | Xiong Ni Kina |

## Resultat
| Placering | Hoppare                    | Kval   | Kval      | Final            |
| Placering | Hoppare                    | Poäng  | Placering | Poäng            |
| --------- | -------------------------- | ------ | --------- | ---------------- |
| 1         | Sun Shuwei (CHN)           | 447,96 | 2         | 677,31           |
| 2         | Scott Donie (USA)          | 423,45 | 4         | 633,63           |
| 3         | Xiong Ni (CHN)             | 453,87 | 1         | 600,15           |
| 4         | Jan Hempel (GER)           | 426,27 | 3         | 574,17           |
| 5         | Bobby Morgan (GBR)         | 384,09 | 11        | 568,59           |
| 6         | Dmitrij Sautin (EUN)       | 389,28 | 9         | 565,95           |
| 7         | Michael Kühne (GER)        | 393,21 | 6         | 558,54           |
| 8         | Keita Kaneto (JPN)         | 391,05 | 7         | 529,14           |
| 9         | Rafael Álvarez (ESP)       | 390,81 | 8         | 524,25           |
| 10        | Matt Scoggin (USA)         | 379,20 | 12        | 492,60           |
| 11        | Alberto Acosta (MEX)       | 398,55 | 5         | 482,28           |
| 12        | Craig Rogerson (AUS)       | 388,83 | 10        | 458,43           |
| 13        | Michael Murphy (AUS)       | 371,88 | 13        | Gick inte vidare |
| 14        | Bruno Fournier (CAN)       | 370,68 | 14        | Gick inte vidare |
| 15        | Jesús Mena (MEX)           | 370,47 | 15        | Gick inte vidare |
| 16        | Georgy Chogovadze (EUN)    | 361,47 | 16        | Gick inte vidare |
| 17        | Alessandro de Botton (ITA) | 334,98 | 17        | Gick inte vidare |
| 18        | Isao Yamagishi (JPN)       | 331,23 | 18        | Gick inte vidare |
| 19        | Frédéric Pierre (FRA)      | 329,01 | 19        | Gick inte vidare |
| 20        | Gabriel Chereches (ROU)    | 327,72 | 20        | Gick inte vidare |
| 21        | William Hayes (CAN)        | 324,39 | 21        | Gick inte vidare |
| 22        | Grzegorz Kozdranski (POL)  | 322,83 | 22        | Gick inte vidare |
| 23        | Dario di Fazio (VEN)       | 317,04 | 23        | Gick inte vidare |